# Nesogordonia fertilis
Nesogordonia fertilis är en malvaväxtart som beskrevs av Joseph Marie Henry Alfred Perrier de la Bâthie. Nesogordonia fertilis ingår i släktet Nesogordonia och familjen malvaväxter. Inga underarter finns listade i Catalogue of Life.